# Sint-Jan Baptistkerk (Averbode)

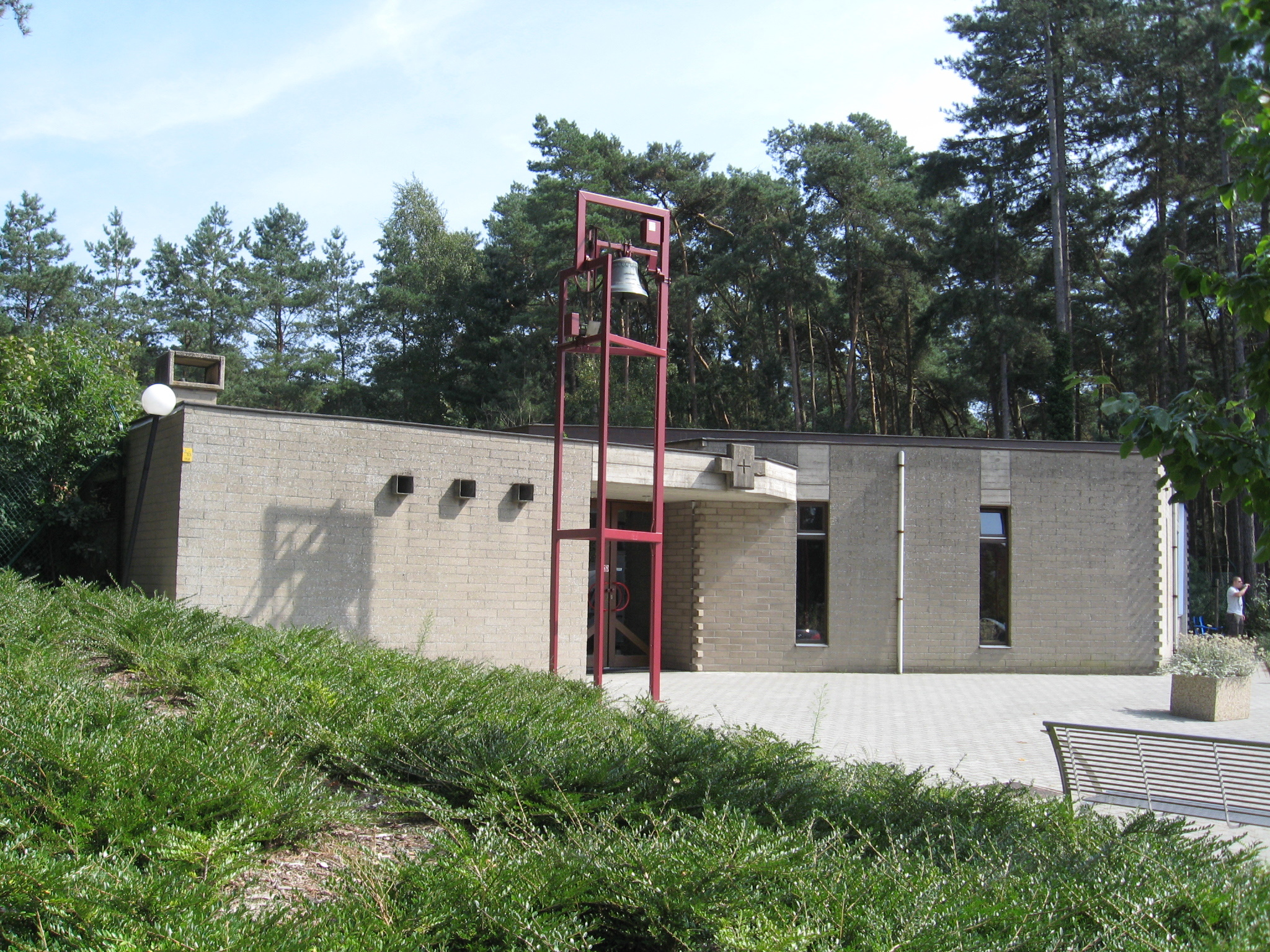
Sint-Jan Baptistkerk

De Sint-Jan Baptistkerk is de parochiekerk van de Vlaams-Brabantse plaats Averbode, gelegen aan de Prins de Merodelaan 21.

## Geschiedenis
De parochie van Averbode werd in 1803 opgericht. Als parochiekerk diende de Abdijkerk, want de Abdij was in de Franse tijd (1797) opgeheven en de kerk stond ongebruikt. In 1896 splitste de parochie van Okselaar zich af.
In 1978 werd de Sint-Jan Baptistkerk (ook: Dorpskerk) in gebruik genomen en heeft als status een filiaalkerk van de Abdijkerk die de eigenlijke parochiekerk is. Deze kerk werd ontworpen door Luc De Boe. Het is een sober kerkgebouw met plat dak en een losstaande open klokkentoren van staalprofiel.
In 2003 werd een nieuw glas-in-loodraam, Johannes de Doper voorstellende, in gebruik genomen.